# Food and Drug Administration
The Food and Drug Administration având acronimul FDA reprezintă o agenție a Statelor Unite din domeniul medical. 
FDA este responsabilă cu reglementarea alimentației (umană și animală), a suplimentelor dietetice, medicamentelor (umane și animale), cosmeticelor, dispozitivelor medicale (umane și animale) și a dispozitivelor care emit radiații (sunt incluse dispozitivele non-medicale), biologice, și a produselor pentru sânge.
Organismul similar din România se numește Agenția Naționala a Medicamentului și a Dispozitivelor Medicale Agenția Națională a Medicamentului și a Dispozitivelor Medicale (ANMSM)
Organismul similar din UE se numește European Medicines Agency, vezi Agenția Europeană a Medicamentului (EMA)
Organismul similar din Regatul Unit al Marii Britanii și al Irlandei de Nord se numește Food Standards a Agency (FSA), vezi FSA.
1. ↑   https://www.fda.gov/about-fda/buildings-and-facilities/white-oak-campus-information, accesat în 21 iulie 2019 Lipsește sau este vid: |title= (ajutor)
2. ↑  , Wikipedia în rusă https://www.fda.gov/media/106372/download Lipsește sau este vid: |title= (ajutor)
3. ↑   https://www.fda.gov/media/149613/download Lipsește sau este vid: |title= (ajutor)